# NGC 3558
NGC 3558 (również PGC 33960) – galaktyka eliptyczna (E), znajdująca się w gwiazdozbiorze Wielkiej Niedźwiedzicy. Odkrył ją Heinrich Louis d’Arrest 15 kwietnia 1866 roku. Jest to galaktyka z aktywnym jądrem typu LINER.